# Pierre Véry
Pierre Véry, född 17 november 1900 i Bellon i Charente, död 12 oktober 1960 i Paris, var en fransk författare och manusförfattare.

## Filmmanus i urval
- 1949 – Singoalla